# Ed Bogas
Edgar Noel Bogas (né le 2 février 1942), dit Ed Bogas, parfois crédité comme Edward Bogas, est un musicien et compositeur américain dont une grande partie de son travail a servi d’illustrations sonores pour des films, des animations, des jeux vidéo et encore des publicités radio ou télévisées.
Bogas est connu notamment pour avoir composé les musiques des films Heavy Traffic et Fritz the Cat de Ralph Bakshi en collaboration avec Ray Shanklin. Il a été l’un des premiers compositeurs américains à s’intéresser à la création de musique pour les jeux vidéo et les ordinateurs.

## Biographie
Edgar Noel Bogas, dit Ed Bogas est né le 2 février 1942, à San Francisco, dans l’état de Californie, USA.
En 1968, Bogas devient membre du groupe éphémère, mais culte de rock progressif/psychédélique The United States of America qui ne sortira qu’un album, puis à partir de 1970 il devient membre et producteur du groupe de rock and folk Clover et prend de l’importance dans la publication de leur second album.
Puis, il fonde avec d’autres musiciens un groupe de rock and folk Clover. À cette époque, démarre aussi pour lui une longue carrière d’arrangeur notamment pour cordes et cuivres, mais aussi de compositeur et de producteur d’albums.
Il devient encore multi-instrumentiste notamment pour interpréter ses arrangements : violon, alto, violoncelle, mandoline, direction musicale de sections d’enregistrement de cordes et de cuivre. Il va ainsi contribuer à de nombreux albums notamment pour Fantasy Records dès 1970 qui font appel à ses talents régulièrement pour boucler des albums. ce qui l’emmènera encore à produire pas loin d’une quarantaine d’albums entre 1968 et 1980.
À partir de 1971, Ed Bogas va jouer un rôle important dans la carrière de Cal Tjader en produisant 5 albums consécutifs et en organisant son retour sur le label Fantasy Records après la faillite de Skye Records.
Entre 1972 et 1973, il compose avec Ray Shanklin (musicien arrangeur de rhythm & blues) les bandes originales des 2 premiers films de Ralph Bakshi : Fritz the Cat et Heavy Traffic.
En 1976, Ed Bogas réalise les arrangements de la musique de "Pinball Number Count" (série de 11 premiers téléfilms de Sesame Street (Saison 8), à l’origine composée et produite par Walt Kraemer, avec des voix fournies par les Pointer Sisters. Les arrangements des onze films reflètent les idiomes musicaux courants dans la culture urbaine des années 1970, principalement le funk et le jazz[réf. nécessaire].
Ce succès musical d’arrangeur pour Sésame Street l’amène à succéder à Vince Guaraldi décédé en 1976 à la composition de la musique des émissions spéciales de télévision pour la série Peanuts.
Ed Bogas a commencé à composer la musique de l'animation Peanuts en 1978 avec What a Nightmare, Charlie Brown et a contribué à une grande partie de la musique originale de Peanuts tout au long des années 1980. Dès 1980, Bogas s'est associé à Judy Munsen, puis à Desirée Goyette pour de nombreuses émissions spéciales et films d'animation Penauds à la télévision. Il continuera à écrire la musique des émissions spéciales de Peanuts jusqu'en 1989 (série d’épisodes This Is America, Charlie Brown). Il laissera ensuite Judy Munsen seule aux manettes et sera entièrement reconnue pour avoir fourni la musique de plusieurs de ces émissions spéciales dans It's Spring Training, Charlie Brown, en 1992.
En 1980, Bogas compose la musique du téléfilm de CBS A Christmas Without Snow, dans lequel il a également joué le rôle de l'accompagnateur du chef de chœur incarné par John Houseman.
En 1982, il a également commencé à contribuer à la musique des émissions spéciales et des séries de Garfield TV. On comptabilise à ce jour 121 demi-heures de ses compositions musicales pour la série Garfield and Friends.. il a aussi co-écrit toutes les chansons des segments Garfield avec sa future épouse Désirée Goyette pour les trois premières saisons, et avec le scénariste Mark Evanier pour le reste de la série. Toujours sur Garfield and Friends, Bogas a fourni les voix des vilaines fourmis chanteuses dans trois épisodes.
À partir de 1983, il a aussi commencé à composer la musique de jeux informatiques pour Apple II, Amiga et Commodore 64, tels que HardBall!, Law of the West, Murder on the Mississippi, puis des versions de Tetris à partir de 1987.
Il écrira également la musique des jeux de l'Atelier de télévision pour enfants (Sesame Street) pour Atari, tels que Oscar's Trash Race et Big Bird's Egg Catch.
En 1990, Il compose les musiques du jeu vidéo Fox's Peter Pan & the Pirates : The Revenge of Captain Hooket signe ainsi sa première collaboration à l’univers "NES" (Nintendo Entertainment System).
Sa dernière collaboration de composition de musique de jeu a été pour Gran Turismo 4 (Version PS2) en 2005.
Dernièrement, Bogas a écrit de la musique pour des publicités radiodiffusées de grandes marques nationales et internationales comme Amazon, Nike, Macy's, Fox Sports Bay Area, Delicato (etc.), mais aussi pour la télévision et des films avec sa société de San Francisco, Bogas Productions.
Ed Bogas assiste son épouse Desirée dans son poste de directeur musical chez Unity à Marin (Californie) et collabore avec elle sur la musique publiée par sa société de production musicale, Lightchild Publishing, une petite société d'édition musicale spécialisée dans la musique d'inspiration.
Tout comme son épouse, il a aussi été instructeur pour Voice One, la seule école de formation de voix-off et d'art dramatique de ce type aux Etats-Unis. Compte tenu de son âge actuellement, il fait plus que des vacations temporaires.
Les contributions musicales d’Ed Bogas s’étendent sur quatre décennies et plusieurs genres : composition, multi-instrumentiste, arrangement, membre de groupe et production d’album, création d’univers musical de jeu vidéo et création de software pour Macintosh.
Durant l’étendue de sa carrière, il a composé pour des centaines de publicités, la série de dessins animés Garfield et Penauds (avec sa femme Desirée Goyette) et a au titre d’auteur compositeur chez BMI une liste de plus d'un millier de chansons.
Nommé aux Grammy Awards, Ed Bogas a composé, arrangé des centaines de musiques d'émissions de télévision, de séries et de films d'animation mettant en scène des personnages illustres tels que Fritz the Cat, Charlie Brown et Garfield et Betty Boop.

### Vie familiale
Ed Bogas partage la vie de Désirée Goyette. Ils se sont mariés en 1993 et ils ont eu ensemble deux enfants : Benjamin et Lily.
Il n’a manifestement pas tendance à étaler sa vie personnelle familiale dans les médias et de ce fait, on trouve assez peu d’informations autobiographiques le concernant. Il semble donc qu’il soit un adepte du « Pour vivre heureux, vivons cachés. ».
Son frère Roy Bogas a servi de remplaçant musical pour le personnage de "Peanuts" Schroeder. Roy continue à être pianiste pour le San Francisco Ballet et directeur musical du Holy Names College à Oakland.

### Bogas Productions
En 1975, avec le succès de ses compositions et de ses productions d’albums, il crée la Bogas Productions, entreprise individuelle indépendante pour gérer l’ensemble de ses travaux. Cette société de production existe toujours, elle emploie encore actuellement 5 personnes et génère 300 000 $ de revenus annuels selon le cabinet d’analyse financière Dun & Bradstreet[Quand ?],.
Bogas Productions, basée à Mill Valley, à côté de San Francisco produit de la musique pour des publicités radiodiffusées, ainsi que pour la télévision et le cinéma et gère ses droits d’auteur.

## Compositions de musique pour le cinéma, la télévision, la publicité, les jeux vidéo

### Compositeur de musique de film
- 1972 : Fritz the Cat de Ralph Bakshi[11]
- 1972 : Black Girl de Ossie Davis[11].
- 1973 : Payday de Daryl Duke. Ed Bogas est non crédité au générique pour sa bande originale[11].
- 1973 : Flipper City de Ralph Bakshi, dont le titre original est Heavy Traffic[11].
- 1974 : Silence de John Korty. Paroles co-écrites avec Vivien Hillgrove Gilliam[11].
- 1974 : Memory of Us de H. Kaye Dyal.
- 1974 : Lucifer's Women de Paul Aratow[11].
- 1975 : Sunburst de James Polakof dont le titre original est Slashed Dreams[11].
- 1975 : He Is My Brother de Edward Dmytryk[11].
- 1976 : Vol au-dessus d'un nid de coucou de Miloš Forman, dont le titre original est One Flew Over the Cuckoo's Nest. Co-écriture musicale avec Jack Nitzsche[11].
- 1977 : Les Galères de Charlie Brown de Bill Melendez, Phil Roman; dont le titre original est Race for Your Life, Charlie Brown.
- 1977 : Love and the Midnight Auto Supply de James Polakof[11].
- 1978 : Shoot the Sun Down de David Leeds[11].
- 1980 : Bon Voyage, Charlie Brown (and Don't Come Back!) de Bill Melendez, Phil Roman[11].
- 1981 : Street Music de Jenny Bowen[11].
- 1983 : Un flic aux trousses de Jeff Kanew, dont le titre original est Eddie Macon's Run[11].
- 1998 : The Scottish Tale de Mack Polhemus[11].
- 2009 : Jim Thorpe : The Worlds Greatest Athlete de Tom Weidlinger[11].
- 2009 : Mismo de Gino Dante Borges. (film sorti directement en vidéo)[11]

### Compositeur de musique de téléfilms et de séries télévisés
- 1970 : Hot Dog (série télévisée en 13 épisodes de Frank Buxton avec Woody Allen…)[11]
- 1979 : The Reluctant Robot de Roy Anthony Cox (TV film)[11]

pour Peanuts, Snoopy et Charlie Brown (USA)
- 1977 : It's Your First Kiss, Charlie Brown (TV)
- 1978 : What a Nightmare, Charlie Brown! (TV)
- 1979 : You're the Greatest, Charlie Brown (TV)
- 1980 : It's an Adventure, Charlie Brown (TV)
- 1980 : She's a Good Skate, Charlie Brown (TV)
- 1980 : Life Is a Circus, Charlie Brown (TV)
- 1980 : A Christmas Without Snow (TV)
- 1981 : It's Magic, Charlie Brown (TV)
- 1981 : Someday You'll Find Her, Charlie Brown (TV)
- 1982 : A Charlie Brown Celebration (TV)
- 1983 : The Charlie Brown and Snoopy Show (série télévisée de 18 épisodes)[11].
- 1984 : It's Flashbeagle, Charlie Brown (TV)[11]
- 1986 : Happy New Year, Charlie Brown! (TV)
- 1988 - 1989 : This Is America, Charlie Brown (TV mini-série de 8 épisodes)[11]

pour Peanuts, Snoopy et Charlie Brown (France)
- 1993 : Le mariage de Snoopy de Bill Melendez (VHS - Co-écriture musicale avec Desirée Goyette)[12] (VHS France)
- 1993 : Snoopy au cirque de Phil Roman (VHS - Co-écriture musicale avec Judy Munsen)[13] (VHS France)
- 1993 : Snoopy : Volume 3 de Sam Jaimes et Phil Roman (VHS - Co-écriture musicale avec Judy Munsen)[14] (VHS France)
- 1993 : Snoopy : Volume 4 de Phil Roman (VHS - Co-écriture musicale avec Judy Munsen)[15] (VHS France)

pour Garfield
- 1982 : Here Comes Garfield (en) (TV)
- 1983 : Garfield on the Town (en) (TV)
- 1984 : Garfield in the Rough (en) (TV)
- 1985 : Garfield in Disguise (en) (TV)
- 1986 : Garfield in Paradise (en) (TV)
- 1987 : A Garfield Christmas Special (en) (TV)
- 1988 - 1994 : Garfield et ses amis (série télévisée de 121 épisodes)[11]
- 1988 : Garfield: His 9 Lives (TV)
- 1989 : Garfield's Babes and Bullets (TV)
- 1989 : Garfield's Thanksgiving (TV)

### Compositeur de musique de documentaires
- 1977 : Who Are the DeBolts? And Where Did They Get Nineteen Kids? de John Korty[11]
- 1980 : The Fantastic Funnies de Lee Mendelson[11]
- 1988 : Le Grand Canyon : : amphithéatre des dieux de Dan Goldblatt (Titre original : Grand canyon : amphitheater of the gode - VHS Sélection du Reader's digest)[16]
- 1991 : Hawaï de Michael Lerner.(VHS) Co-écriture avec Malcolm Payne[17]
- 1991 : Rôme de Eli Adler.(VHS)[18]
- 1991 : Du côté du Pacifique de Marianne Gammon (Titre original : Pacific frontières - VHS Sélection du Reader's digest)[19]
- 1993 : Merveilles du sacré et du mystérieux de Charlie Pearson (Titre original : Wonders sacred and mysterious - VHS Sélection du Reader's digest)[20]
- 1995 : On a Collision Course with Earth de Mike Farrell[11]
- 2003[21] : A Lot in Common[22] produit par Rick Bacigalupi.
- 2005 : The Long Walk to Freedom de Tom Weidlinger[11].
- 2005 : Heart of the Congo de Tom Weidlinger[11].
- 2006 : Swim for the River de Tom Weidlinger[11].
- 2006 : Finding the words : a documentary about children recovering from autism de Elizabeth Horn[23]
- 2007 : The Meeting School de Tom Weidlinger[11].
- 2009 : Taking Satan to the Mat de Paul Aldridge, Tom Borden. Présenté en 2009 au "California Independent Film Festival" et resorti en 2015 avec le titre "Wrestling With Satan"[11].
- 2011 : Original Minds de Tom Weidlinger[11].

### Compositeur de musique de jeux vidéo et de logiciel
Jeux vidéo
- 1983 : Oscar's Trash Race (jeu dérivé de la série Sesame Street sur Atari 2600 VCS, produit par Sesame Street Video Games).
- 1983 : Big Bird's Egg Catch (jeu dérivé de la série Sesame Street sur Atari 2600 VCS, produit par Sesame Street Video Games).
- 1984 : Robot Odyssey (Version DOS)
- 1984 : Ducks Ahoy! (Version A8 (Atari 8-bit family of computers and the Commodore 64)
- 1985 et 1987 : HardBall! de Robert H. Whitehead (Version Apple II, Commodore 64, Amiga, AST et DOS)
- 1985 : Law of the West[6] de Alan Miller[25] (version Apple II et Commodore 64) (Adaptation en 1987 pour NES, et DOS PC en 1988).
- 1985 : Psi5 Trading Company de Mike Lorenzen[25] (Version ZXS)
- 1986 : Murder on the Mississippi de Adam Bellin et Brad Fregger (Version Apple II et Commodore 64, Commodore 128, DOS, AST,)
- 1987 : Tetris : Spectrum Holobyte (Version AST)
- 1988 : Tétris d’Alexey Pazhitnov. (version Apple II et MAC)[11]
- 1988 : Card Sharks (version Commodore 64)
- 1988 : TKO (version Commodore 64)
- 1989 : The Manhole (version DOS)
- 1987 et 1988 : 4th & Inches (version Commodore 64, Apple II, Amiga, AST, DOS)
- 1990 : Faces ...tris III (version AMI, DOC, MAC)
- 1990 : Welltris (version Amiga)
- 1990 : Fox's Peter Pan & the Pirates: The Revenge of Captain Hook (version NES (Nintendo Entertainment System)
- 1991 : Action 52 de Raul Gomila, Vince Perri. (Bande originale non créditée) (Version NES).
- 1991 : Bo Jackson's Hit and Run! Baseball and Football (version GB)
- 1991 : Gunboat (version Amiga)
- 1991 : Wordtris (version DOS)
- 1991 : Super Tetris d’après le jeu d’Alexey Pazhitnov.(Co-écriture des titres avec Paul Mogg). (Version DOS)
- 1992 : Super Tetris d’après le jeu d’Alexey Pazhitnov.(Co-écriture des titres avec Paul Mogg). (Version Mac et Amiga)
- 1992 : Swamp Thing (version GB)
- 1992 : Road Riot 4WD produit par Howard Phillips pour Atari Games (version SNES).
- 1992 : Wordtris (version GB)
- 1993 : The Cheetahmen II de Vince Perri. (Version NES)
- 1993 : MVP Football de Capcom (jeu vidéo exclusif pour la Super Nintendo Entertainment System qui simule le football américain match de la NFL) (version SNES)
- 1992 : Wordtris (version Mac)
- 2002 : Citizen X de Lawrence Gruenberg.
- 2005 : Gran Turismo 4 (Version PS2)

Softwares pour MacIntosh développés par Bogas Productions.
- 1986 : Studio Session de Steve Capps, Neil Cormia, Ty Roberts et Ed Bogas.
- 1987 : Jam Session Studio Session (Software) (Studio Session) de Steve Capps, Brøderbund et Ed Bogas.
- 1991 : Super Studio Session de Steve Capps, Neil Cormia, Ty Roberts et Ed Bogas.

### Compositeur de musique publicitaire
- pour Amazon[7],
- pour Nike[7],
- pour Macy's[7],
- pour Fox Sports Bay Area[7],
- pour Delicato[7], une marque de vins aux États-Unis.
- pour Jewelry.com[7],
- pour Cellular One[7],
- pour Palm[7],
- pour PeopleSoft[7], éditeur de progiciels,
- pour Golden Gate Transit[7],[26], filiale gestionnaire des liaisons de bus de la Golden Gate Bridge, Highway and Transportation Distric.
- pour Barbie Nation[7],
- pour The Money Store[7],[27].

## Autres contributions dans le domaine du cinéma

### Arrangeur, musicien, direction d’orchestre et production de musique de film
- 1975 : Vol au-dessus d'un nid de coucou de Miloš Forman, dont le titre original est One Flew Over the Cuckoo's Nest. La musique du film est créditée au nom de Jack Nitzsche dont il est sorti un LP chez Fantasy Records en 1975[28].

Il n’est nullement fait mention d’Ed Bogas à quelques crédits que ce soit sur l’édition LP de 1975.
2 titres seulement (no 7 & 11) ont été arrangés et produits ultérieurement par Ed Bogas pour la réédition en CD de 1991 dont une adaptation du traditionnel 11. Jingle Bells écrite par James Pierpont et une version longue de 7. Charmaine (version longue réorchestrée). Ces titres sont disponibles uniquement sur la réédition en CD.
- 1976 : "Pinball Number Count" (série de 11 premiers téléfilms de Sesame Street (Saison 8): Réalisation des arrangements de la musique à l’origine composée, voulue et produite par Walt Kraemer[4], avec des voix fournies par les Pointer Sisters. Les arrangements des onze films reflètent les idiomes musicaux courants dans la culture urbaine des années 1970, principalement le funk et le jazz bien que d'autres styles, dont la musique de steel drum des Caraïbes, soient également représentés[réf. nécessaire]. Les sections centrales, spécifiques à chaque numéro, contiennent l'un des trois solos instrumentaux improvisés sur une progression de base comprenant un saxophone soprano, une guitare électrique et un steel drum[réf. nécessaire]. Le chant fonctionne de manière similaire avec les saisies chantées sauvages des Pointers Sisters qui crient les différents numéros de 2 à 12 à des intensités différentes chaque fois que le flipper touche une cible choisie[réf. nécessaire].

### Prestations d’acteur
- 1980 : A Christmas Without Snow (TV) : Seth
- 1988 : Garfield: His 9 Lives (TV)

## Discographie

### Sous son nomEd Bogas
- 1983 : South Street Venture, Bande originale du film publiée par Trans Lux Records.

Ed Bogas And Ray Shanklin
- 1972 : Fritz the Cat, Bande originale du film publiée par Fantasy Records.
- 1973 : Heavy Traffic, Bande originale du film de Ralph Bakshi publiée par Fantasy Records.
- 1973 : Black Girl, Bande originale du film publiée par Fantasy Records.
- 1984 : Flashbeagle (Featuring songs from the animated television special), bande originale publiée par Charlie Brown Records (Charlie Brown 2518).
- 2010 : Black Girl, Réédition avec des titres bonus exclusifs de la bande originale du film publiée par BGP Records.

Ed Bogas, Judy Munsen (Avec Elizabeth Ann Guttman au chant)
- 1982 : Street Music, Bande originale du film publiée par Regency International records.

Ed Bogas and Désirée Goyette (avec Lou Rawls sur le LP)
- 1982 : Here comes Garfield, Bande originale du film publiée par Epic Records.
- 1985 : Flashbeagle (EP 45 RPM 2 titres), Bande originale du film publiée par Buena Vista Records.
- 1985 : It's Flashbeagle, Charlie Brown. Bande originale du film publiée par Disneyland Records.

### Membre du groupe "The United States Of America"
The United States Of America était un groupe de rock psychédélique composé Joseph Byrd (musique électronique, harpe électrique, orgue, calliope, piano), Dorothy Moskowitz (voix et leader du groupe), Gordon Marron (violon électrique, ring modulator), Rand Forbes (basse électrique), Craig Woodson (batterie, percussion) et Ed Bogas (Orgue, piano, synthesiser "Calliope"). Le groupe a été enregistré du 7 au 26 Décembre 1967 par David Miller et était produit par David Rubinson.
- 1968 : The United States Of America (LP, Columbia Records)

N.B. : Il existe une réédition cd chez Sundazed avec 10 bonus tracks, portant le total à 20 chansons.

### Membre du groupeClover
Le groupe était composé de John McFee (guitare et chorus), Johnny Ciambotti (Basse et chorus), Alex Call (Guitare et Voix), Mitch Howie (batterie) et Ed Bogas (Violon, Piano, guitare, marimba, orgue Hammond production), ainsi que Bruce Campbell au banjo sur certaines sessions d’enregistrements.
Le groupe fera son retour en 1977 avec Robert John Lange à la production et sans Ed Bogas remplacé par Sean Hopper. Ed Bogas a aussi notamment écrit certains morceaux comme "Lizard rock 'n' roll band", "Harets", "Stalin’" avec Alex Call, le leader du groupe. John McFee a ensuite rejoint The Doobie Brothers à partir de 1980.
- 1970 : Clover (Fantasy Records). Violon, arrangements, production de l’album.
- 1971 : Fourty Niner  (Fantasy Records). Violon, Piano, guitare, marimba, orgue Hammond, arrangements production de l’album.
- 2018 : Homestead Redemption (Clover Records)

### Arrangeur, musicien et producteur d’album
Pour Buddy Guy
- 1968 : This Is Buddy Guy!. Arrangements.

Pour Jerry Corbitt
- 1968 : Corbitt. Synthétiseur, moog.

Pour Country Joe And The Fish
- 1969 : Here We Are Again. Arrangements sur les titres A1, B1, B2, B5.

Pour Tina & David Meltzer
- 1969 : Poet Song. Arrangements, Violon, violon alto, guitare, basse

Pour Lamb
- 1970 : A Sign Of Change. Violon Alto.
- 1971 :  Cross Between. Arrangements, Violon Alto, musicien (non précisé)
- 1971 : Barbara Mauritz • Lamb - Bring Out The Sun . Arrangements Cuivre et cordes, violon Alto, violoncelle

Pour Victoria Domagalski
- 1970 : Secret Of The Bloom. Violon.

Pour The Natural Four
- 1970 : Good Vibes!. Violon Alto.

Pour The Brothers Four
- 1970 : 1970. Claviers (Keyboards), production de l’album.

Pour Robbie Basho
- 1970 : Venus In Cancer. Arrangement, production de l’album.
- 1971 : Song Of The Stallion. Co-production de l’album.
- 2001 : Băshovia. Co-production de l’album.

pour Don McLean
- 1970 : Tapestry. Arrangements et piano.

Pour Alice Stuart
- 1970 : Full Time Woman. Arrangements, cordes sur les titres A1 et A5.

Pour Cal Tjader
- 1971 : Agua Dulce. Arrangements, production de l’album.
- 1971 : Tjader. Arrangements pour les cuivres, production de l’album.
- 1972 : Live At The Funky Quarters. Production de l’album.
- 1973 : Last Bolero In Berkeley. Production de l’album.
- 1974 : Puttin' It Together. Production de l’album.

Pour Bola Sete
- 1971 : Shebaba. Violon.

Pour Jim Post
- 1971 : Slow To 20. Co-production de l’album
- 1973 : Colorado Exile. Co-production de l’album

Pour Janis Ian
- 1971 : Present Company. Arrangements.

Pour William Truckaway
- 1971 : Breakaway. Arrangements, violon, vibraphone, mandoline.

Pour The Stovall Sisters
- 1971 : The Stovall Sisters. Ensemble de cordes.

Pour David Wiffen
- 1971 : David Wiffen. Arrangements, Piano et Production de l’album.

Pour Memo Aguirre
- 1972 : From Memo. Arrangements, piano, production de l’album.
- 1978 : Amor De Amantes. Piano.

Pour Jack Bonus
- 1972 : Jack Bonus. Arrangements des cordes, Violon et Violon Alto sur les titres A1, B2, B4.

Pour Bob Weir
- 1972 : Ace. Arrangements des cordes sur les titres A1.

Pour Rowan Brothers
- 1972 : Rowan Brothers. Accompagnement et direction d’ensemble de cordes : "Ed Bogas String Section", Flute, Saxophone.

Pour Redwing
- 1973 : Take Me Home. Arrangements violon et piano. Composition du titre B2.

Pour Charlie Byrd
- 1973 :  Crystal Silence. Arrangements, accompagnement et direction d’ensemble de cuivres (Cors, flûtes) et cordes : "Ed Bogas String Section sur les titres A1 à A3, B1, B2, B4, B5.

Pour Larry Finlayson
- 1978 : Live At St. Mary’s Cathedral. Bass et co-production de l’album.

Pour Jeanie Tracy
- 1982 : Me And You. Accompagnement et direction d’ensemble de cordes : "Ed Bogas String Section".

Pour Jennifer Durand
- 1997 : Midnight World - Songs For New Mothers. Composition des 12 titres, co-parolier et production de l’album.